# Medovnița, Vidin
Medovnița (în bulgară Медовница) este un sat în comuna Dimovo, regiunea Vidin,  Bulgaria. 

## Demografie
Componența etnică a satului Medovnița
     Nicio identificare (1,73%)
     Bulgari (39,93%)
     Romi (58,33%)
     Turci (0%)
La recensământul din 2011, populația satului Medovnița era de 288 locuitori. Din punct de vedere etnic, majoritatea locuitorilor (58,33%) erau romi, cu o minoritate de bulgari (39,93%). Pentru 1,73% din locuitori nu este cunoscută apartenența etnică.